# 吉野サリー
吉野 サリー（よしの さりー、 1978年11月28日 - ）は、日本のAV女優、ストリッパーである。東京都出身。血液型：O型、身長：153cm 、スリーサイズ：B80・W53・H85。

## 略歴
1997年11月に宇宙企画（メディアステーション）よりリリースの「年下の彼女」にてAVデビュー。
1998年からはストリッパーとしても活躍、2006年にMOODYZでAV復帰を果たした。
立花　きららとしても活動していた時期がある。

## 作品

### アダルトビデオ
- 年下の彼女（1997年11月29日、宇宙企画）
- 卒業旅行（1997年12月29日、宇宙企画）
- ナ・マ・イ・キ（1998年1月27日、宇宙企画）
- 後から前から（1998年2月28日、KUKI）
- 女子校生監禁凌辱 鬼畜輪姦14（1998年10月10日、アタッカーズ）
- 乳TANKの天使たち5（1998年11月16日、KUKI）他多数出演
- KUKI Best COLLECTION vol.2（1998年12月11日、KUKI）他出演:光月夜也、千夏ゆい、浅見まお、吉沢美和
- ズブ濡れ人生激情（1999年1月29日、KUKI）
- 南極2号（1999年2月27日、KUKI）
- 宇宙企画DX120分スペシャル（1999年3月20日、宇宙企画）他9名出演
- サリーはパーフェクト（1999年3月26日、KUKI）※総集編
- 南極2号（1999年4月9日、KUKI）※総集編 他出演:日吉亜衣、小室友里、小川明日香、愛梨華
- 吉野サリー（1999年4月9日、KUKI）※総集編
- ビデオCDスペシャル18（1999年5月20日、KUKI）他出演:千夏ゆい、流星ラム
- ビデオCDスペシャル19（1999年6月20日、KUKI）他出演:流星ラム、西原京子
- KUKI人気女優BEST VOL.7（1999年12月20日、KUKI）他出演:イヴ
- 続・人肌玩具（2000年5月26日、KUKI）他出演:北原ユキ
- Tiffany 20 flowers ティファニー伝説の20人 夕樹舞子 小室友里 三咲まお 小沢まどか ほか（2001年1月22日、ティファニー LTF-001）全20名
- 復活 吉野サリー（2001年1月26日、マックス・エー）
- 女教師狩り in 吉野サリー（2001年2月23日、マックス・エー）
- 監禁ボディドール（2001年3月16日、マックス・エー）
- BONDAGE DOLL VI（2001年5月18日、シネマジック）
- 監禁ボディドール完全版（2001年7月13日、マックス・エー）他出演:金沢文子、森村なつみ、藤崎彩花
- TANKアーカイブ（2001年8月31日、KUKI KTD-007）全20名
- 死夜悪THE BEST 3 鬼畜輪姦セレクト（2001年9月1日、アタッカーズ）他出演:村上みわ、秋山みほ、三原夕香
- Angel（2001年10月1日、アイデアポケット）他出演:田崎由希
- CUP NUDE（2001年10月12日、KUKI）他11名出演
- CUP NUDE MORE D（2001年11月16日、KUKI）他多数出演
- 龍縛愛玩調教21（2002年2月1日、アタッカーズ）
- 僕だけの女教師ペット（2002年4月20日、SODクリエイト）
- 吉野サリー奴隷秘書DX（2002年4月26日、シネマジック）
- 徹底攻略（2002年5月1日、ワンズファクトリー）
- 新・童貞狩り（2002年5月4日、SODクリエイト）
- 淫獣街（2002年5月24日、シネマジック）他出演:五十嵐ゆうか、仲西さやか
- 暗涙の舞姫（2002年6月21日、SODクリエイト）
- Wild Thing（2002年8月7日、桃太郎映像出版）
- 吉野サリーのオナニーのお手伝いしてあげる（2002年10月5日、SODクリエイト）
- 吉野サリーベストセレクション（2003年2月20日、SODクリエイト）
- ザ・女子校生 Bomb！ 4時間（2005年2月21日、ビデオバンク BNDV-00264）全22名
- 徹底攻略 4時間DX（2006年1月1日、ワンズファクトリー）全8名
- 初本番（2006年8月13日、MOODYZ）
- 友達の姉ちゃんを犯したい（2006年9月25日、マドンナ）
- PLAYBACK　吉野サリー（2006年10月27日、KUKI）過去出演3作品をノーカット収録
- 諜報員の女 パピヨン 私は、けっして負けない…（2006年11月7日、アタッカーズ）

### イメージビデオ
- コスプレ ラヴァーズ 葵みのり 渡瀬晶 吉野サリー 友崎りん 三宮里緒（2002年2月20日、バウハウス BHD17-16）＊オムニバス作品 全5名 イメージビデオ

## テレビ出演

### 地上波
- のりノリ天国

### 映画出演
- 犬、走る DOG RACE（1998年9月26日公開、シネカノン）監督:崔洋一 - イメクラ嬢 役 [5]